# تعاونی ریزو کاگاوا
تعاونی ریزو کاگاوا (انگلیسی: Riso Kagaku Corporation)یک شرکت تعاونی در صنعت چاپ است.